# Костёл иезуитов (Львов)
Костёл иезуитов (укр. Костел єзуїтів, костёл Святых Петра и Павла ордена иезуитов) — памятник архитектуры во Львове (Украина). Расположен на ул. Театральной, 11. Костёл иезуитов — одно из наибольших культовых сооружений Львова: длина 41 метр, ширина 22,5 метра, высота — 26 метров. Костёл мог вместить до 5 тысяч верующих. Это также первое сооружение в стиле барокко во Львове.

## История
Костёл сооружался в 1610—1630 годах, отделочные работы продолжались до 1660 года. Строительство начал монах Себастьян Лахмиус в 1613—1614 годах, его проект существенно переработал и завершил строительство итальянский архитектор Джакомо Бриано в 1618—1621 годах. Итальянец внёс в здание формы, которые сложились в схеме фасада церкви Иль-Джезу в Риме (авторы Дж. Виньола и Дж. делла Порта). Эта схема распространилась в европейской архитектуре в XVII веке и стала характерной для стиля барокко. В решение интерьера была положена новая пространственная концепция, которая символизировала мощь Римско-католической церкви, определявшей, по мнению идеологов контрреформации, жизнь и все дела человека.
Здание костёла в плане трёхнефное, с внешне слабо выраженной гранёной апсидой. Центральный неф мощный, 14 на 25 метров. Боковые нефы по отношению к центральному очень узкие и низкие; над ними построены боковые галереи — эмпоры. Доминирует главный фасад, расчленённый пилястрами, нишами и сильно развитым карнизом. В нишах главного фасада помещены статуи. В то же время южный фасад намного скромнее и сдержаннее.
В течение XVIII века интерьер костёла менял свой вид. С южной стороны апсид в 1701 или 1702 году была пристроена четырёхгранная башня (архитектор В. Годный), которая имела высоту 80 метров и была самой высокой в городе. В 1740 году своды костёла расписали художники Франциск и Себастьян Экштейны из Брно. В 1754 году на башне были установлены часы, но уже в 1830 году обветшавшую колокольню пришлось разобрать и от неё сохранились лишь 2 яруса. Самая старинная и ценная сохранившаяся доныне скульптура в интерьере — деревянное распятие в боковом алтаре, выполненное в начале XVII века И. Фистером.
В 1775—1848 году в здании костёла проходили заседания «сословного сейма» Галиции, первого краевого парламента (впрочем, не имевшего значительного влияния на политику в провинции). В советское время в костёле находилось книгохранилище научной библиотеки им. В. Стефаника. В конце 2011 года костёл становится гарнизонным (капеланским) храмом УГКЦ. Начаты реставрационные работы, финансируемые, в основном, польской стороной. В планы также входит восстановление пришедшего в негодность органа.